# Hatchback
La hatchback, unione delle parole inglesi hatch (portello) e back (posteriore), è una tipologia di autovettura con carrozzeria berlina a due volumi, dotata di portellone posteriore.

## Storia

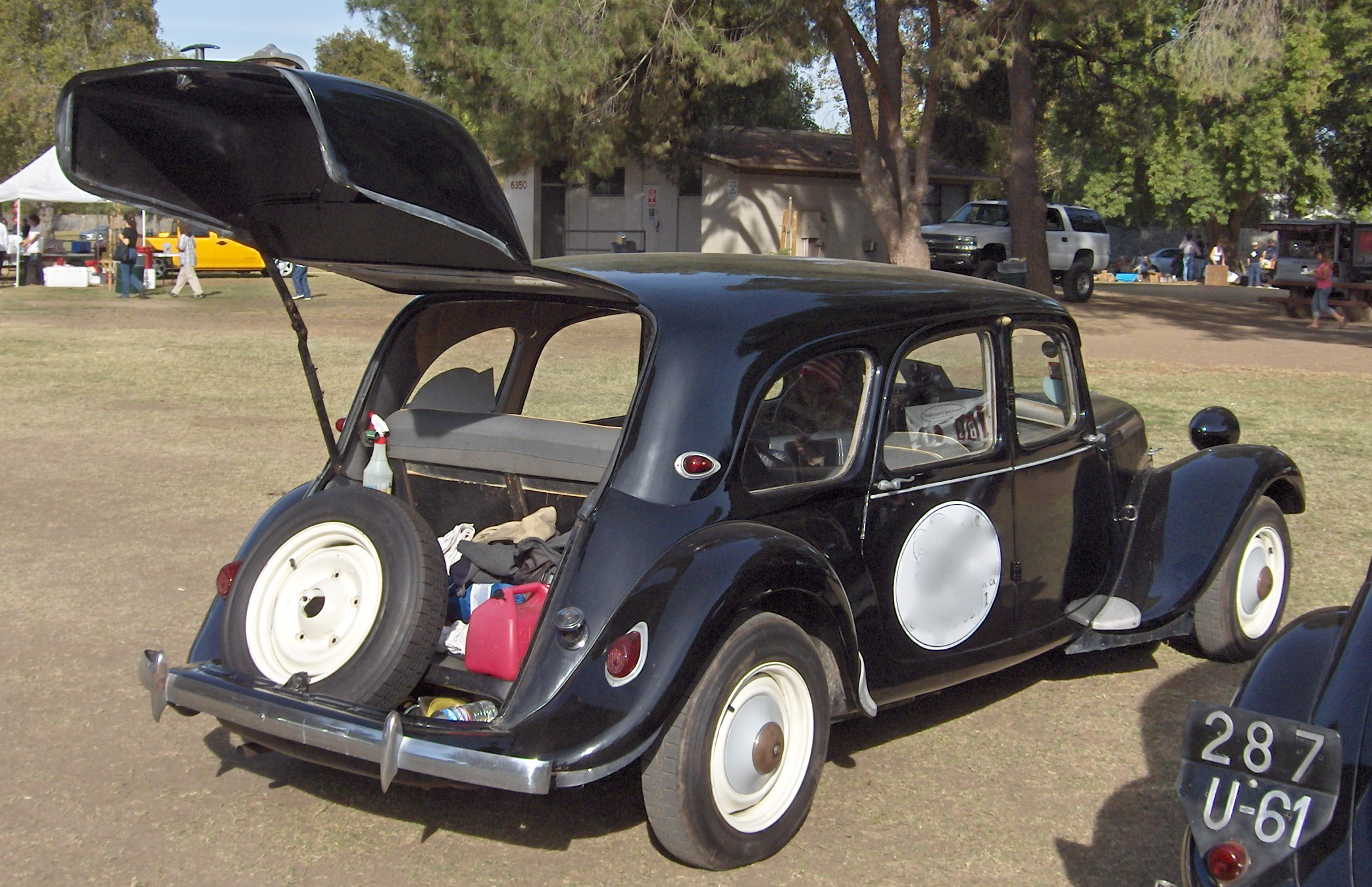
La Citroën Traction Avant del 1938, antesignana delle hatchback

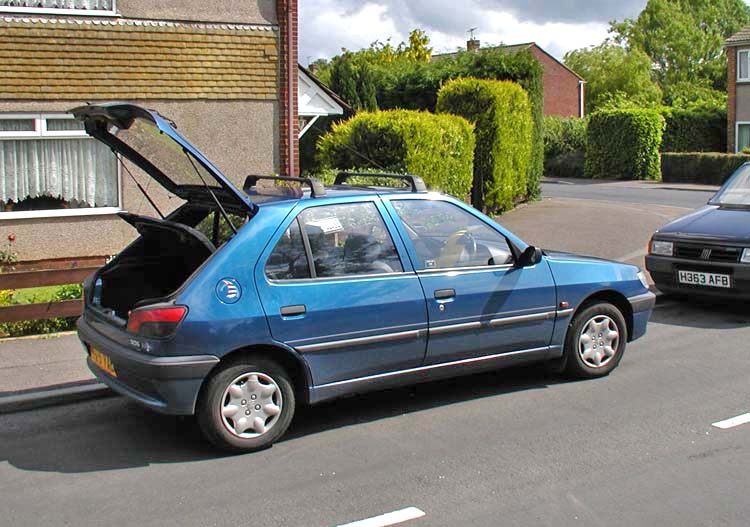
Una Peugeot 306 con il portellone sollevato, esempio di hatckback moderna a 5 porte.

Questo tipo di carrozzeria, che si propone di soddisfare maggiormente le esigenze della clientela, aggiungendo alle normali berline la funzionalità delle station wagon, nacque in Francia alla fine degli anni trenta, con una particolare versione della Citroën Traction Avant, per moderatamente diffondersi nella produzione automobilistica d'oltralpe degli anni sessanta, con modelli di grande diffusione come la Renault 16 o la Simca 1100.
Gli anni settanta videro un costante aumento di modelli del tipo hatchback nelle automobili di piccola cilindrata come Renault 5 e Fiat 127 per poi divenire predominante nella produzione automobilistica mondiale di vetture di piccola e media cilindrata, a cominciare dalla Fiat Ritmo e Volkswagen Golf, fino ai giorni nostri.
La definizione hatchback viene a volte usata per indicare anche automobili sportive con portellone posteriore che, però, è più corretto definire shooting-brake.